# 帕拉蒂诺桥
帕拉蒂诺桥（Ponte Palatino）又名英国桥（Ponte Inglese），是意大利罗马的一座桥梁，长155米，连接阿文提诺河岸（Lungotevere Aventino）与里帕河岸（Lungotevere Ripa），里帕区和外台伯河区。

## 说明
这座桥是由建筑师安杰洛Angelo Vescovali设计，建于1886 - 1890年，以取代已有2200年历史的断桥埃米利乌斯桥（Pons Aemilius）。1598年洪水破坏了埃米利乌斯桥的一个桥拱，另一个桥拱于1887年被拆除，还留下河中央的一个桥拱。
帕拉蒂诺桥得名于帕拉蒂诺山。冠名“英国” 是由于靠左行驶，像英国一样。